# 라미 벤세바이니
아미르 셀마네 라미 벤세바이니 (Amir Selmane Ramy Bensebaïni, 1995년 4월 16일 ~ )는 알제리의 축구 선수이며, 보루시아 도르트문트에서 레프트 백 또는 센터백으로 뛰고 있다.